# Fido Nesti
Fido Nesti (São Paulo, 1971) é um artista autodidata que trabalha com ilustração e banda desenhada há mais de 25 anos. É filho do ilustrado Paulo Ernesto Nesti.

## Vida e obra
No final da década de 1980, iniciou a sua carreira desenvolvendo animações para anúncios televisivos, na Briquet Filmes.
Após alguns anos a trabalhar em agências de publicidade, decidiu enveredar pela carreira de ilustrador freelancer, colaborando em trabalhos editoriais para várias revistas e livros, bem como na publicidade.
Entre os seus clientes, contam-se editoras como Condé Nast, Abril, Globo, Record, FTD, Melhoramentos, Panda Books e Edições SM. Também colaborou em publicações como The New Yorker, Rolling Stone, Playboy, Veja, Época, Você S/A, Bizz, Recreio, Superinteressante e Capricho. É colaborador permanente da Folha de S.Paulo.
Produziu as novelas gráficas Os Lusíadas em Quadrinhos (Peirópolis, 2006), A máquina de Goldberg (Quadrinhos na Cia, 2012) e 1984 - A Novela Gráfica, adaptação da obra distópica de George Orwell (Quadrinhos na Cia., 2020).
Em 2007, participou na coletânea Irmãos Grimm em Quadrinhos, publicada pela editora Desiderata. Pela Editora Gaia, ilustrou os livros de Toni Brandão, O Garoto Verde, Os Recicláveis! e Os Recicláveis! 2.0.
Foi finalista do prémio Jabuti e vencedor do Eisner Awards, o principal prémio da indústria norte-americana de banda desenhada.
Em 2024, participou na 13.ª edição do Festival Literário de Macau - Rota das Letras.